# الیس هورویتز
الیس هورویتز (انگلیسی: Ellis Horowitz؛ زادهٔ) یک دانشمند رایانه و استاد علوم رایانه در دانشگاه کالیفرنیای جنوبی و اهل ایالات متحده آمریکا است. هورویتز به خاطر کتاب‌های درسی علوم رایانه‌اش درباره ساختار داده‌ها و الگوریتم‌ها، که با همکاری سرتاج صحنی نوشته شده است، شناخته می‌شود. هورویتز  در دانشگاه کالیفرنیای جنوبی از سال ۱۹۹۰ تا ۱۹۹۹ رئیس بخش علوم رایانه بود. در طول ریاست این بخش، روابط بین علوم رایانه و مؤسسه علوم اطلاعات (ISI) را به طور قابل توجهی بهبود بخشید، اعضای هیئت علمی ارشد را استخدام کرد و اولین هیئت مشاور صنعتی بخش را تأسیس کرد. از سال ۱۹۸۳ تا ۱۹۹۳ به همراه لارنس فلون شرکت کوالتی سافت‌ور پروداکتس را که نرم‌افزار کاربردی یونیکس را طراحی و ساخته بود، تأسیس کرد.